# Teatreneu
El Teatreneu és un teatre de Barcelona, al carrer de Terol, números 26-28, a Gràcia. El teatre, amb el nom de Teixidors-Teatreneu es va inaugurar el 23 de febrer de 1988 amb l'obra Mitjanit a Starlit de Michael Hastings. Ha conreat el teatre contemporani d'autors catalans i estrangers.
Disposa d'una sala principal anomenada Sala Xavier Fàbregas i una segona més petita coneguda com la Sala Cafè-teatre. També disposa d'un bar-restaurant amb entrada independent.

## Història
El 1875 es va fundar la Cooperativa de Teixidors de Mà. El 1985 la companyia Teatreneu, amb Josep Salvatella al capdavant, va oferir als cooperativistes la possibilitat de convertir la seva seu, construïda el 1935 i sota expedient de subhasta, en un espai teatral.
Els membres de la Cooperativa van considerar que era una bona solució per insuflar nova vida a l'edifici: la societat, que travessava una profunda crisi, disposava de seccions de teatre i de música i organitzava regularment balls, actuacions d'esbarts i castells i altres activitats artístiques per als seus associats. Així doncs, un cop tancades les negociacions, es va iniciar una remodelació per condicionar un teatre d'unes 300 butaques (Sala Xavier Fàbregas) a la sala d'actes de l'antiga cooperativa –dotada tècnicament per a grans produccions–, un altre de 100 localitats (Sala Xavier Valls) –que a la fi no va veure la llum–, un bar-restaurant i una sala d'assaigs –l'actual bar i vestíbul de la Sala Cafè-Teatre–. La reforma de la sala principal va ser projectada per l'arquitecte Josep Gràcia, i la de l'edifici per aquest, Joan Artès i Jesús Esquina.
La inauguració de Teixidors-Teatreneu va tenir lloc el 23 de febrer del 1988 amb Mitjanit a Starlit, de Michael Hastings, a la Sala Xavier Fàbregas. La intenció de Salvatella, director del teatre, era introduir a Catalunya autors com Yukio Mishima o Joe Orton, és a dir, teatre contemporani internacional. Entre d'altres, s'hi va poder veure obres de David Mamet, Ariel Dorfman, Alan Aykbourn o Dario Fo, com també Qui té por de Virginia Woolf?, d'Edward Albee, amb direcció d'Hermann Bonnín i Amparo Moreno com a protagonista, o un cicle de concerts que l'any 2000 convertirien l'espai, durant un temps, en clau jazzístic. La qualitat acústica de la sala va permetre, fins i tot, fer enregistraments discogràfics en directe.
Ja en aquell moment, i després d’una segona remodelació, aquest cop integral (2000), s’iniciava la diversificació de l'oferta amb propostes com Els dilluns al Teatreneu, una aposta per les activitats alternatives i parateatrals. La Sala Xavier Fàbregas va augmentar el seu aforament (360 localitats) i s'anuncià la inauguració de la Sala del Mig –restaurant i teatre–, d'El Museu Imaginari a les escales d'accés a la sala principal i d'un celler soterrani per a àpats per a grups –els dos darrers projectes no van realitzar-se.
Ja sense la paraula «Teixidors» al seu rètol, el teatre va impulsar el 2001 una productora, Full Teatre SA, amb Josep Salvatella i Roger Peña com a responsables, i el musical The Full Monty, dirigit per Mario Gas, com a espectacle inaugural. Tot i l'empenta inicial, la trajectòria de la productora seria breu i pocs anys després el Teatreneu tornaria a reinventar-se com a multisala escènica, aplicant al teatre la filosofia del long tail: diversificar la demanda per arribar al nombre més gran de públic. L'acció fou un èxit, com demostren les xifres: cada una de les tres sales resultants de l'última reforma  –Xavier Fàbregas, Sala del Mig i Cafè Teatre– ofereixen tres espectacles diaris diferents, cosa que representa més de 1.200 funcions a l'any. Bé siguin monòlegs, cabaret, teatre, música o improvisació, els shows tenen en comú el petit format i el seu to humorístic. Una fórmula ja explorada pel Cafè-teatre Llantiol que ha imprès al Teatreneu el seu caràcter definitiu.
Justament, Ramón LSD, un dels monologuistes habituals del Llantiol, va estrenar els seus tres primers xous al Teatreneu. Planeta Impro, una companyia especialitzada en improvisació, és una de les presències més recurrents del teatre del carrer Terol, on ofereix diferents propostes adaptades a gèneres, dates assenyalades (Halloween, Nadal) i edats; igualment, les sessions de màgia s'adapten també a públic adult o familiar, i dins l'oferta de teatre per a infants, una de les formacions que més sovinteja el Teatreneu és la veterana Magatzem d'Ars. En tot cas, l'humor és una de les constants a la cartellera; amb això, puntualment hi ha lloc per al drama (com el Psicosi 4.48 de Sarah Kane que Roser Casamayor va dirigir a finals del 2020).

## Galeria
- una de les sales
- bar del teatre
- Entrada a la sala 1